# Adad-nirari III

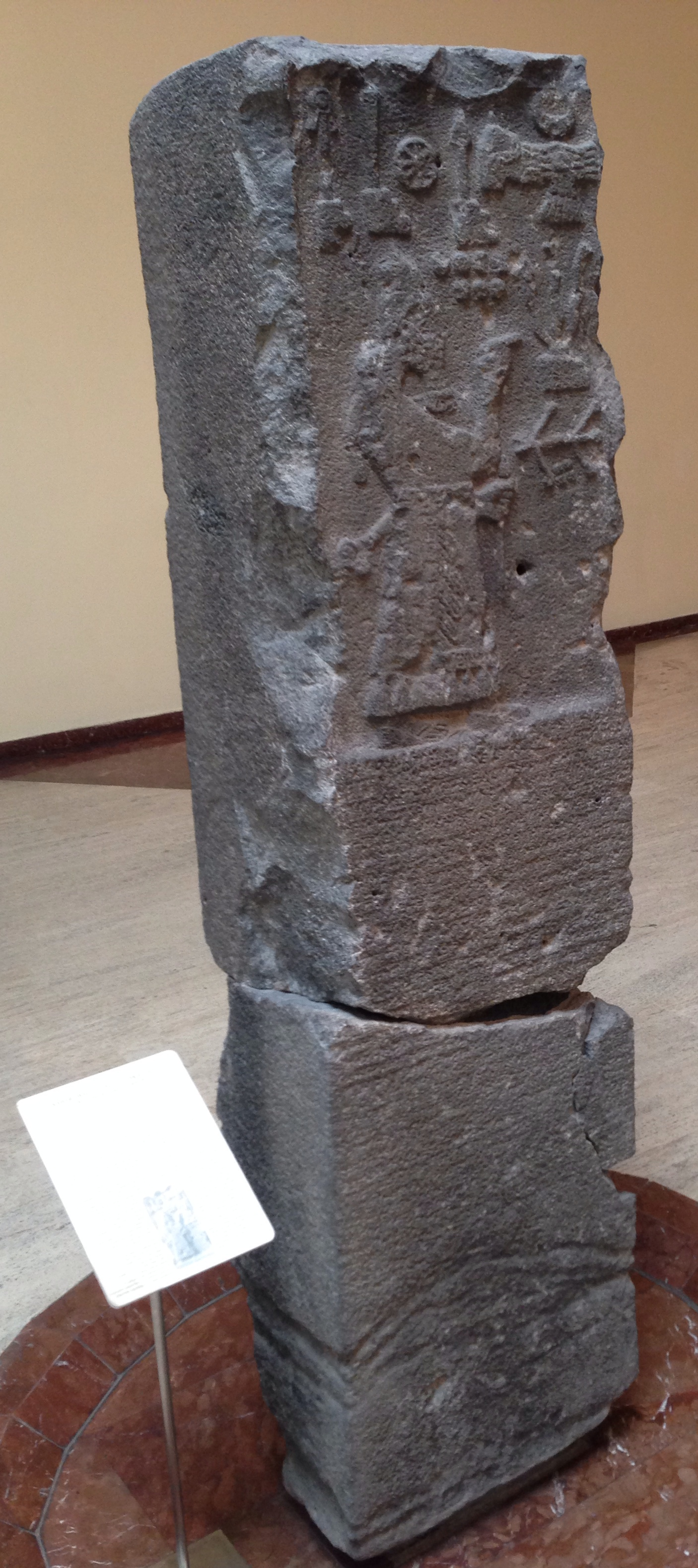
Saba'a-stèle

Adad-nirari III was koning van het Assyrische Rijk van 810/806 v.Chr. tot 783 v.Chr.
In 810 volgde hij, mogelijk onder voogdijschap van zijn moeder, koningin Sammuramat, zijn vader Shamshi-Adad V op. Er is een stèle op de grens van Kummuh en Gurgum, die de aanwezigheid, en daarmee de rol van Sammu-ramat in dit gebied attesteert. Zij was waarschijnlijk behulpzaam in het onder controle brengen van opstandige gebieden. Dit is de Pazarcik-stèle waarop de naam van koning Suppiluliuma van Kummuh verschijnt. Dit vorstendom was een vazal van Assyrië geworden en er werd gebied van Gurgum aan afgestaan. Votiefbeelden voor de god Nabu zijn zowel aan Adad-nirari's leven gewijd als aan dat van zijn moeder. Toch vermelden de bronnen niet direct dat er sprake was van een regentschap.
Hij nam in 806 v.Chr. zelf de regering in handen en begon een veldtocht in Syrië. Hij onderwierp de Neo-Hittitische vorstendommen, de Feniciërs, de Filistijnen, de Israëlieten en de Edomieten. Hij versloeg Ben-Hadad III van Damascus en nam de stad in (waarschijnlijke datum: 796 v.Chr.).
De belangrijkste historische bron voor het leven van Adad-nirari III is een te Saba'a gevonden stèle, die door een van Adad-nirari's generaals werd opgericht ter ere van de koning.